# Кромы (Новгородская область)
Кромы — деревня в Батецком муниципальном районе Новгородской области, с весны 2010 года относится к Мойкинскому сельскому поселению.
Деревня расположена на северо-западе области, на востоке района, на автодороге в Вольную Горку через Дубровку, в 1 км к северу от автодороги Р47 из Великого Новгорода в Лугу, в 2 км севернее железнодорожной станции в Люболядах на линии Октябрьской железной дороги Новгород-на-Волхове — Батецкая — Луга. Кромы находятся на высоте 50 м над уровнем моря. Площадь территории деревни — 33,2 га.

## История
Упоминается в писцовых книгах Шелонской пятины Новгородской земли 1498 года, как деревня Кромегоща в Заверяжье в Люболядах.
В Новгородском уезде Новгородской губернии — деревня была в Черновской волости. В Батецком районе деревня до муниципальной реформы была подчинена Вольногорскому сельсовету, затем Вольногорской сельской администрации, затем до весны 2010 года относилась к Вольногорскому сельскому поселению.